# 全東信号場
全東信号場（チョンドンしんごうじょう）あるいは全東駅（チョンドンえき）は、大韓民国世宗特別自治市全東面老長里にある、韓国鉄道公社（KORAIL）京釜線の信号場。

## 駅周辺
- 鳥川
- 国道1号線
- 全東初等学校
- 全東面事務所
- 世宗全東郵便局
- 全東面119安全センター
- 世宗警察署全東派出所
- 現代自動車学校
- 芦長農工団地

## 歴史
- 1925年11月1日 - 簡易停車場として開業[1]。
- 1939年2月16日 - 手荷物および貨物の取扱開始。
- 1957年11月11日 - 普通駅に昇格。
- 1983年8月1日 - 無配置簡易駅に降格。貨物取扱を中止。
- 1997年2月20日 - 駅から信号場に変更。
- 2005年8月1日 - 全ての旅客列車が通過するようになる。
- 2008年3月10日 - 旅客取扱を中止。

## 隣の駅
韓国鉄道公社
京釜線（全列車通過）
全義駅 - 全東信号場 - 瑞倉信号場